# Dicliptera clavata
Dicliptera clavata là một loài thực vật có hoa trong họ Ô rô. Loài này được (G.Forst.) Juss. mô tả khoa học đầu tiên năm 1807.